# Liste der Baudenkmäler in Sommerkahl
Auf dieser Seite sind die Baudenkmäler in der unterfränkischen Gemeinde Sommerkahl zusammengestellt. Diese Tabelle ist eine Teilliste der Liste der Baudenkmäler in Bayern. Grundlage ist die Bayerische Denkmalliste, die auf Basis des Bayerischen Denkmalschutzgesetzes vom 1. Oktober 1973 erstmals erstellt wurde und seither durch das Bayerische Landesamt für Denkmalpflege geführt wird. Die folgenden Angaben ersetzen nicht die rechtsverbindliche Auskunft der Denkmalschutzbehörde.
 Diese Liste gibt den  wieder und enthält 17 Baudenkmäler.

## Baudenkmäler nach Gemeindeteilen

### Sommerkahl
| Lage                                 | Objekt                                                                       | Beschreibung | Akten-Nr.     | Bild                               |
| ------------------------------------ | ---------------------------------------------------------------------------- | --- | ------------- | ---------------------------------- |
| Am Eichenberg (Standort)             | Bildstock                                                                    | Giebeldachaufsatz mit Bildnische mit reliefierter Kruzifix-Darstellung auf Pfeiler, Sandstein, bez. 1723 und 1794                  | D-6-71-153-1  | weitere Bilder                     |
| Nähe Ernstkirchner Straße (Standort) | Bildstock, sogenanntes Rotes Kreuz                                           | Auf gefastem Pfeiler rundbogiger Volutenaufsatz mit reliefierter Kruzifixdarstellung sowie bekrönendem Kreuz, Sandstein, bez. 1777 | D-6-71-153-7  | Bildstock, sogenanntes Rotes Kreuz |
| Ernstkirchener Straße ()             | Bildstock                                                                    | nicht nachqualifiziert, im Bayerischen Denkmal-Atlas nicht kartiert                                                                | D-6-71-153-6  |                                    |
| Eichenberger Straße (Standort)       | Bildstock, das sogenannte schwarze Hellchen                                  | Auf gefastem Pfeiler Satteldachaufsatz mit reliefierter Kruzifixdarstellung, Sandstein, bez. 1609                                  | D-6-71-153-8  | weitere Bilder                     |
| Nähe Frankenstraße (Standort)        | Bildstock                                                                    | Gemauert und verputzt mit Satteldach, bekrönendem Kreuz und Jesusfigur in rundbogiger Nische, um 1813                              | D-6-71-153-4  | Bildstock                          |
| Mühlweg 2 (Standort)                 | Bildstock, sogenanntes Schaabshellchen                                       | Auf Säule vierseitiges Rundbogenkopfstück mit Bildnischen sowie bekrönendem Kreuz, Sandstein, bez. 1736                            | D-6-71-153-2  | weitere Bilder                     |
| Alter Kirchweg ()                    | Bildstock Staabshellchen                                                     | nicht nachqualifiziert, im Bayerischen Denkmal-Atlas nicht kartiert                                                                | D-6-71-153-5  | Bildstock Staabshellchen           |
| Wilhelminenstraße (Standort)         | Ehemaliges Kupferbergwerk Grube Wilhelmine                                   | Verzweigte Stollen vor allem frühes 19. bis frühes 20. Jahrhundert                                                                 | D-6-71-153-16 | weitere Bilder                     |
| Wilhelminenstraße (Standort)         | Ehemaliges Kupferbergwerk Grube Wilhelmine                                   | Reste der ehemaligen Erzaufbereitung, 1918–21                                                                                      | D-6-71-153-16 | BW                                 |
| Wilhelminenstraße 6 (Standort)       | Wohnhaus                                                                     | Zweigeschossiges giebelständiges Fachwerkgebäude mit Satteldach und Zwerchgiebel auf hohem Kellersockel, um 1800                   | D-6-71-153-3  | Wohnhaus                           |
| Sommerkahler Bach (Standort)         | Sandsteinbogenbrücken                                                        | Mit niedriger Brüstung, Sandbruchstein, 1. Hälfte 19. Jh.                                                                          | D-6-71-153-13 | Sandsteinbogenbrücken              |
| Wilhelminenstraße 58 (Standort)      | Ehemaliges Betriebsführerwohnhaus der Grube Wilhelmine, ursprünglich Scheune | Zweigeschossiger Satteldachbau mit Fachwerkobergeschoss, frühes 19. Jahrhundert, 1921 umgebaut                                     | D-6-71-153-17 | BW                                 |

### Vormwald
| Lage                       | Objekt       | Beschreibung | Akten-Nr.     | Bild         |
| -------------------------- | ------------ | --- | ------------- | ------------ |
| Hüttenweg (Standort)       | Bildstock    | Rundbogiger Nischenaufsatz mit reliefierter Kruzifixdarstellung auf quaderförmigem Postament, Sandstein, bez. 1825, Postament bez. 1971                                 | D-6-71-153-12 | Bildstock    |
| Nähe Kr AB 19 (Standort)   | Wegkreuz     | Kruzifix über Inschriftensockel, Sandstein, 18./19. Jh., ehemaliger Metallcorpus verloren                                                                               | D-6-71-153-10 | Wegkreuz     |
| Lindenstraße (Standort)    | Bildstock    | Säule auf Postament, profilierter vierseitiger Rundbogenaufsatz mit Figuren in Bildnischen sowie Reste eines bekrönenden Kreuzes, Stein, 1495/1971                      | D-6-71-153-11 | BW           |
| Lindenstraße 12 (Standort) | Wohnhaus     | Eingeschossiges giebelständiges Fachwerkgebäude mit Satteldach und Zwerchgiebel, frühes 18. Jh., rückwärtig überformt durch teilverschalten Fachwerkanbau, 2. H. 19. Jh | D-6-71-153-9  | BW           |
| Lindenstraße 14 (Standort) | Wohnhaus     | Zweigeschossiges giebelständiges Fachwerkgebäude mit Satteldach, im Stallbereich massives Erdgeschoss, 2. H. 18. Jh.                                                    | D-6-71-153-14 | Wohnhaus     |
| Lindenstraße 18 (Standort) | Wohnhaus     | Zweigeschossiges giebelständiges Fachwerkhaus mit Satteldach, 1729 | D-6-71-153-15 | BW           |
| Lindenstraße 18 (Standort) | Nebengebäude | Eingeschossige traufständige Fachwerkscheune mit Satteldach, um 1730 | D-6-71-153-15 | Nebengebäude |
| Lindenstraße 18 (Standort) | Backhaus     | Kleines eingeschossiges giebelständiges Satteldachgebäude, um 1920 | D-6-71-153-15 | Backhaus     |